# Дупиков, Ало
Ало Дупиков (эст. Alo Dupikov; 5 ноября 1985, Кехтна, Рапламаа) — эстонский футболист, защитник и нападающий. Выступал за национальную сборную Эстонии.

## Биография

### Клубная карьера
Воспитанник футбольной школы «Флора» (Кехтна). На взрослом уровне начал выступать в 15-летнем возрасте в составе клуба «Лелле» во второй лиге Эстонии, затем выступал во второй и первой лиге за «Тервис» (Пярну). В высшем дивизионе Эстонии дебютировал 27 марта 2004 года в составе «Валги» в матче против «Транса».
В 2005 году перешёл в таллинскую «Флору», в её составе дебютировал 6 марта 2005 года в игре с «Меркууром». Долгое время не мог закрепиться в основном составе «Флоры» и играл за её фарм-клубы и второй состав, а также отдавался в аренду в «Калев» (Силламяэ). В период выступлений за «Флору» был переведён с позиции центрального защитника на позицию нападающего. Наиболее удачным для игрока стал сезон 2009 года, когда он забил 13 голов и вошёл в топ-10 бомбардиров чемпионата. Становился чемпионом и неоднократным призёром чемпионата Эстонии.
В 2012 году выступал в Норвегии за клуб третьего дивизиона «Эгерсунн», но основным игроком не стал, проведя лишь 6 матчей. В 2013 году присоединился к составу действующего чемпиона Эстонии «Нымме Калью», где провёл один сезон и завершил профессиональную карьеру. В последние годы выступал на любительском уровне за таллинский «Ретро».
Всего в высшем дивизионе Эстонии сыграл 164 матча и забил 31 гол.
С 2014 года работал детским тренером в системе «Флоры», по состоянию на 2018 год тренировал команду 2009 года рождения. Имеет тренерскую лицензию «B».

### Карьера в сборной
Выступал за юношеские и молодёжные сборные Эстонии, начиная с 15 лет.
В национальной сборной Эстонии дебютировал 29 мая 2009 года в товарищеском матче против Уэльса, вышел в стартовом составе и был заменён на 73-й минуте на Кристиана Мармора. В следующем году провёл ещё 4 матча, последний из которых — 22 декабря 2010 года против Катара.
Всего на счету футболиста 5 матчей за сборную (все отыграл не полностью), голов не забивал. В том числе принял участие в двух матчах Кубка Балтии и трёх товарищеских встречах.

## Достижения
- Чемпион Эстонии: 2010, 2011
- Обладатель Кубка Эстонии: 2011
- Обладатель Суперкубка Эстонии: 2009, 2011